# 懷特菲爾德 (伊利諾伊州)
懷特菲爾德（英語：Whitefield）是位於美國伊利諾伊州比羅縣的一個非建制地區。該地的面積和人口皆未知。

## 地理
懷特菲爾德的座標為41°08′55″N 89°30′17″W / 41.14861°N 89.50472°W，而該地的平均海拔高度為216米（即709英尺）。